# بابیلون (ناحیه دوماژلیتسه)
بابیلون (به چکی: Babylon) یک منطقهٔ مسکونی در جمهوری چک است که در ناحیه دوماژلیتسه واقع شده‌است. بابیلون ۶٫۶۵ کیلومتر مربع مساحت و ۲۸۵ نفر جمعیت دارد و ۴۷۳ متر بالاتر از سطح دریا واقع شده‌است.